# Список пещер
Ниже представлен список наиболее известных пещер.
Пеще́ра — полость в верхней части земной коры, сообщающаяся с поверхностью одним или несколькими входными отверстиями. Другое определение: пещера — естественная подземная полость, доступная для проникновения человека, имеющая неосвещённые солнечным светом части и длину (глубину) больше, чем два других измерения. В некоторых источниках к пещерам относят и искусственные антропогенные полости. Наиболее крупные пещеры — сложные системы проходов и залов, нередко суммарной протяжённостью до нескольких десятков и даже сотен километров.
Пещеры — объект изучения спелеологии. Немалый вклад в изучение пещер делают спелеотуристы. Исследованием искусственных (антропогенных) пещер и подземных сооружений (каменоломен, штолен, городских коммуникаций) занимается спелестология.
Многие пещеры являются туристическими достопримечательностями и называются «экскурсионными».
Ряд пещер включены в Список Всемирного наследия ЮНЕСКО.

## Европа

### Абхазия
| Название     | Местонахождение                             | Фото | Комментарии, ссылки |
| ------------ | ------------------------------------------- | ---- | --- |
| Верёвкина    | Гагрский район, горы Арабика                |      | Самая глубокая пещера в мире (2212 м). |
| Крубера      | Гагрский район, горы Арабика                |      | Вторая по глубине пещера в мире (2199 м; с 2001 по 2017 год считалась самой глубокой).                                                                    |
| Напра        | Гудаутский район, хреб. Бзыбский            |      | |
| Новоафонская | Гудаутский район, Новый Афон, гора Иверская |      | Посетителей в пещеру доставляет Новоафонская пещерная железная дорога.                                                                                    |
| Сарма        | Гагрский район, горы Арабика                |      | Третья по глубине пещера в мире (1830 м). |
| Снежная      | Гудаутский район, хреб. Бзыбский            |      | Четвёртая по глубине пещера в мире (1760 м). Считается самой сложной на территории бывшего СССР и самой сложной для прохождения пещерой мира без сифонов. |

### Австрия
Основная статья: Список пещер Австрии
| Название      | Местонахождение                                         | Фото | Комментарии, ссылки |
| ------------- | ------------------------------------------------------- | ---- | --- |
| Айсризенвельт | Зальцбург, Санкт-Иоганн-им-Понгау, Верфен, горы Теннен  |      | Крупнейшая ледяная пещера в мире: длина 42 км, из которых для посетителей доступны лишь первые 1000 м. |
| Зегротте      | Нижняя Австрия, Мёдлинг                                 |      | Бывшая гипсовая шахта, затопленная в 1912 году. В 1945 году здесь собирались самолёты Heinkel He 162 Volksjäger. Ныне крупнейшее подземное озеро в Европе (6200 м²), по которому посетителей катают на лодке, построенной для съёмок фильма «Три мушкетёра» (1993). |
| Лампрехтсофен | Зальцбург, Целль-ам-Зе, Вайсбах-бай-Лофер, горы Леоганг |      | Шестая по глубине пещера в мире: 1632 м. |
| Люргротте     | Штирия, Грац-Умгебунг, Восточные Альпы                  |      | |
| Танталова     | Зальцбург, Берхтесгаденские Альпы, г. Хагенгебирге      |      | |
| Хирлацхёле    | Верхняя Австрия, Гмунден, г. Дахштайн                   |      | Входит в десятку глубочайших (1560 м) пещер планеты и в двадцатку длиннейших (112,9 км). |
| Шпаннагель    | Тироль, Швац, Циллертальские Альпы                      |      | Длина пещеры около 10 км, но посетителям доступны только первые 500 м. |

### Бельгия
Основная статья: Список пещер Бельгии
| Название   | Местонахождение                  | Фото | Комментарии, ссылки                                                                                   |
| ---------- | -------------------------------- | ---- | --- |
| Ан-сюр-Лес | Валлония, Намюр                  |      | Попасть в пещеру можно только на старом экскурсионном трамвае, отправляющемся из одноимённой деревни. |
| Гойе       | Валлония, Намюр, Жев             |      | |
| Отонские   | Валлония, Люксембург             |      | |
| Складина   | Валлония, Намюр, Анден           |      | |
| Спи        | Валлония, Намюр, Жемеп-сюр-Самбр |      | Одно из самых важных мест палеолита в Европе.                                                         |

### Болгария
Основная статья: Список пещер Болгарии
| Название          | Местонахождение                                                                        | Фото | Комментарии, ссылки |
| ----------------- | -------------------------------------------------------------------------------------- | ---- | --- |
| Бачо-Киро         | Габровская область, Дряново                                                            |      | Названа в честь болгарского писателя, педагога и историка, революционера и полевого командира XIX века. |
| Деветашка         | Ловечская область, Ловеч                                                               |      | В 2011 году близ пещеры проходили съёмки ленты «Неудержимые 2». Верховный административный суд Болгарии оштрафовал съёмочную группу за обрезку кустарника, слишком громкие звуки и яркие огни вблизи пещеры, которые потревожили живущую здесь колонию летучих мышей. |
| Духлата           | Перникская область, Перник, г. Витоша                                                  |      | Самая длинная пещера страны: 17,6—18,2 км. |
| Дьявольское горло | Смолянская область, Девин, горы Родопы                                                 |      | |
| Козарника         | Видинская область, Белоградчик                                                         |      | |
| Леденика          | Врацкая область, Враца, горы Стара-Планина                                             |      | |
| Магура            | Видинская область, Белоградчик                                                         |      | |
| Орлова-Чука       | Русенская область, Две-Могили, Дунайская равнина                                       |      | |
| Проходна          | Ловечская область, Луковит, хреб. Искарски-Пролом                                      |      | Очень редкий случай, когда в пещере практикуется банджи-джампинг. Знаменита двумя одинаковыми отверстиями в потолке, названными «Глаза Бога» — именно им молился священник Алигорко в известном фильме «Время насилия» (1988). |
| Райчова-Дупка     | Ловечская область, Троян, г. Стара-Планина, зап. Стенето, нац. парк Центральный Балкан |      | Самая глубокая пещера страны: 377 м. |
| Снежанка          | Пазарджикская область, Пештера, горы Родопы                                            |      | |
| Сыева-Дупка       | Ловечская область, Ябланица                                                            |      | Пещера была открыта для посетителей в 1967—1990 годах и с 2004 года. |
| Утробата          | Кырджалийская область, Кырджали                                                        |      | Древнее пещерное фракийское святилище, относящееся к XI—X векам до н. э. Представляет собой щель в скале естественного происхождения со следами дополнительной обработки с целью подчеркнуть её сходство с вагиной и увеличить глубину до 22 м. В верхней части пещеры есть отверстие, через которое на несколько минут каждый день около полудня внутрь попадает солнечный луч. Данное явление интерпретируется как «символическое оплодотворение» Богини-Матери Богом-Солнцем, когда ровно в полдень солнечный луч проникает в утробу в виде гигантского светового фаллоса и начинает ползти к алтарю на дно пещеры. Только в определённый день в году солнечный свет достигает алтаря. |
| Ухловица          | Смолянская область, Смолян, горы Родопы                                                |      | |
| Ягодинска         | Смолянская область, Борино, горы Родопы                                                |      | |

### Босния и Герцеговина
| Название   | Местонахождение                                                        | Фото | Комментарии, ссылки |
| ---------- | ---------------------------------------------------------------------- | ---- | --- |
| Вьетреница | Герцеговино-Неретвенский кантон, Равно, Динарское нагорье, Попово-Поле |      | |
| Говьештица | Республика Сербская, Источно-Сараево, Рогатица, (Романия)              |      | Самая длинная пещера страны: 9682 м. С момента обнаружения (1906 год) по 2010 год не исследовалась, и считалось, что её длина составляет лишь около 100 м. |

### Великобритания
Англия
- Бар-Пот[англ.]
- Вуки-Хоул[англ.] — первое место подземно-подводных погружений в Британии. Пещеры в своё время принадлежали Марии Тюссо, позднее здесь проходили съёмки эпизода «Доктора Кто» «Месть киберлюдей» (1975).
- Гапинг-Гилл[англ.]
- Гофс[англ.] — в пещере протекает Чеддар-Йео[англ.] — крупнейшая подземная река Британии
- Грейт-Дук[англ.]
- Дэтс-Хэд-Хоул[англ.]
- Из-Гилл[англ.] — самый длинный пещерный комплекс Великобритании: 66 км
- Кентская — внесена в Книгу рекордов Гиннесса, как «Древнейшая архитектурная достопримечательность»[12]
- Киркдейл[англ.] — самое северное в мире место обнаружения костей бегемота (54° с. ш.[англ.])
- Кресвел-Крэгс
- Матушки Ладлем[англ.]
- Матушки Шиптон[англ.] — по легенде, здесь жила предсказательница Матушка Шиптон
- Моссдейл[англ.] — в 1967 году здесь одновременно погибли шесть спелеологов[англ.]
- Ниддердейл[англ.]
- Пик[англ.] — также широко известна под названием «Задница Дьявола»[13][14]; в пещере выступали Джарвис Кокер, Ричард Хоули, The Vaccines.
- Пулс[англ.]
- Суинсто[англ.]
- Титан[англ.]
- Тора — в пещере проходила значительная часть съёмок фильма «Логово белого червя» (1988)
- Трик-Клифф[англ.] — месторождение очень редкого минерала Синий Джон[англ.]
- Уэтеркоут[англ.]
- Чизлхерстские[англ.] — 35 км ныне заброшенных шахт вырубались людьми с середины XIII до начала XIX века. Убежище для 15 000 лондонцев во время фашистских бомбардировок. Позднее здесь снимали эпизод «Доктора Кто» «Мутанты» (1972), фильмы «Планета ужасов» (1981) и «Племя» (1998), муз. клип Can I Play with Madness (Iron Maiden, 1988). С 1962 по 1981 год использовались как рок-площадка многими известными музыкантами.
- Эвелайнс-Хоул[англ.] — самое старое кладбище Британии (10 400 лет назад)

См. также Пещеры холмов Мендип
См. также Пещерная система трёх графств
Северная Ирландия
- Боу[англ.]
- Марбл-Арк[англ.]
- Нунс-Хоул[англ.]
- Шеннон[англ.]

Уэльс
- Дан-ир[англ.] — в пещере проходили съёмки эпизода «Доктора Кто» «Планета пиратов» (1978)
- Финнон-Ту[англ.] — самая глубокая пещера Великобритании: 275 м

Шотландия
- Сму[англ.]
- Фингалова — названа в честь Финна Маккула; пещере посвящена одноимённая увертюра Мендельсона

Остров Джерси
- Сент-Брелад[англ.]

См. также Спелеология в Великобритании

### Венгрия
| Название        | Местонахождение                                                             | Фото | Комментарии, ссылки                                                                                          |
| --------------- | --------------------------------------------------------------------------- | ---- | --- |
| Барадла—Домица  | Северная Венгрия, Боршод-Абауй-Земплен, Аггтелекский карст                  |      | Пещерная система, часть её также принадлежит Словакии (см. Пещеры Аггтелекского карста и Словацкого карста). |
| Геллерт         | Центральная Венгрия, Будапешт, г. Геллерт                                   |      | Пещерная христианская церковь.                                                                               |
| Купальня        | Северная Венгрия, Боршод-Абауй-Земплен, Мишкольц                            |      | Термальный бассейн, используемый для акватерапии.                                                            |
| Святого Иштвана | Северная Венгрия, Боршод-Абауй-Земплен, г. Бюкк, нац. парк Бюкк             |      | Названа в честь Святого Иштвана.                                                                             |
| Селим           | Центральная Трансданубия, Комаром-Эстергом, г. Герече, нац. парк Дунай-Ипой |      | |

### Германия
Основная статья: Список экскурсионных пещер Германии
- Айнхорн[нем.]
- Атта
- Ахтопф[нем.] — карстовый источник[англ.], дающий 8500 литров воды в секунду.
- Бальвер[нем.] — крупнейшая пещера в Европе из тех, что используются для культурно-массовых мероприятий (напр. Фестиваль в пещере Бальвер[нем.]).
- Барбаросса[нем.]
- Бауманс[нем.] — является «экскурсионной» с 1649 года.
- Бинг[англ.]
- Блаутопф[нем.] — является частью пещерной системы Блау[нем.]. Содержит карстовый источник Блаутопф и исток реки Блау.
- Бриллен[нем.]
- Вимзенер[нем.] — исток реки Цвайфальтер-Ах[нем.]
- Вогельхерд[нем.]
- Волькмарскеллер[нем.]
- Гайсенклёстерле[нем.]
- Девственниц
- Дехенская
- Дракона
- Дьявола[нем.]
- Зальцграбенхёле
- Зиргенштейн[нем.]
- Ибергер[нем.]
- Лейхтвейса
- Лихтенштейн
- Остер[нем.]
- Офнет[нем.]
- Райзендинг[нем.] — самая длинная (22,4 км) и самая глубокая (1149 м) пещера Германии.
- Феенгроттен — «Грот фей», примечателен разноцветными сталактитами.
- Херманс[нем.] — единственная пещера Германии, где встречается европейский протей
- Холе-Фельс
- Шелленбергер[нем.] — единственная ледяная пещера Германии; одна из всего двух экскурсионных пещер страны без электрического освещения.
- Эберштадтер[нем.]
- Эрдманс[нем.]

См. также Пещеры и искусство ледникового периода Швабского Альба

### Гибралтар
Основная статья: Список пещер Гибралтара
| Название        | Местонахождение                           | Фото | Комментарии, ссылки |
| --------------- | ----------------------------------------- | ---- | --- |
| Вангард         | Под восточным склоном Гибралтарской скалы |      | |
| Горама          | Юго-восточный склон Гибралтарской скалы   |      | Одно из последних ныне известных мест жизни неандертальцев в Европе (около 28 000 лет назад). |
| Ибекс           | Восточный склон Гибралтарской скалы       |      | |
| Мартинс         | Восточный склон Гибралтарской скалы       |      | |
| Святого Михаила | Королевская дорога, зап. Гибралтар        |      | Крупнейшая и самая посещаемая из примерно 150 пещер Гибралтара. Крупнейшая камера пещеры оборудована как зрительный зал вместимостью более 100 чел. Здесь проводят муз. фестивали (в частности, Gibraltar World Music Festival), свето-звуковые шоу, конкурс красоты «Мисс Гибралтар», оперные, рок- и поп-выступления (в том числе здесь играли Стив Хогарт и группа Breed 77). См. также Новая пещера Святого Михаила. |

### Греция
Основная статья: Список пещер Греции
- Алепотрипа?! — место находки «Обимающихся скелетов[англ.]»
- Апидима
- Аркалохорионская — место находки «Лабриса из Аркалохори»
- Вари[англ.]
- Давелис[англ.]
- Диктейская
- Диру
- Еврипида — в пещере некоторое время жил Еврипид
- Идейская
- Истоков Ангитиса — самая длинная речная пещера в мире (21 км); исток реки Ангитис
- Корикийская[англ.] — № 5 в списке National Geographic «Топ‑10 священных пещер мира»[15]
- Матала
- Мелидони — в 1823 году в пещере турки убили около 370 критских женщин и детей.
- Мелиссани — пещерное озеро
- Озёр — зимой — река с водопадами, летом — комплекс из 13 озёр, из которых посетителям доступны дишь два.
- Петралонская
- Теопетра
- Франхти

### Грузия
| Название      | Местонахождение                                         | Фото | Комментарии, ссылки |
| ------------- | ------------------------------------------------------- | ---- | --- |
| Бетлемская    | Мцхета-Мтианети, Казбегский муниципалитет, гора Казбек  |      | Древнейший высокогорный христианский пещерный храм (использовался с X века до середины XIX века), «открыт заново» в 1948 году. |
| Ванис-Квабеби | Самцхе-Джавахети, Аспиндзский муниципалитет, Джавахетия |      | Пещерный монастырь (VIII—XVI века) |
| Вардзиа       | Самцхе-Джавахети, Аспиндзский муниципалитет, Джавахетия |      | Пещерный монастырь (XII век — конец XVI века). На протяжении 900 м вдоль левого берега Куры в отвесной стене горы Эрушети (Медвежья) высечено около 600 помещений: церквей, часовен, жилых келий, кладовых, бань, трапезных, казнохранилищ, библиотек. Пещеры уходят на 50 метров вглубь скалы и поднимаются на высоту в восемь этажей. Сохранились потайные ходы, связывавшие помещения, остатки водопровода и оросительной системы. |
| Кумистави     | Имеретия, Цхалтубский муниципалитет                     |      | Длина пещеры 11 км, из которых посетителям доступны лишь первые 1,4 км. |
| Сатаплия      | Имеретия, Цхалтубский муниципалитет, зап. Сатаплийский  |      | |
| Сацурблия     | Имеретия, Цхалтубский муниципалитет, зап. Сатаплийский  |      | Архивная копия от 26 мая 2019 на Wayback Machine |

### Ирландия
Основная статья Список пещер Ирландии
- Айлви[англ.]
- Данмор[англ.]
- Дулин[англ.] — в пещере обнаружен один из крупнейших сталактитов мира (6,2—11 м)
- Кеша[англ.]
- Краг[англ.]
- Поллнаголлам[англ.]
- Чистилище Святого Патрика — единственная достопримечательность Ирландии, отмеченная на «Земном яблоке» Мартина Бехайма[16].

См. также Пещеры холмов Таллибрэк и Белмор.

### Исландия
| Название   | Местонахождение  | Фото | Комментарии, ссылки                         |
| ---------- | ---------------- | ---- | ------------------------------------------- |
| Видгельмир | Вестюрланд, Мира |      | Лавовая трубка. Крупнейшая пещера Исландии. |
| Сурсхедлир | Вестюрланд, Мира |      |                                             |

### Испания
Основная статья: Список пещер Испании
- Альтамира
- Альчерри
- Арминче[англ.]
- Арты — в пещере обнаружен один из крупнейших сталагмитов мира высотой 23 м.
- Балеарские — группа небольших искусственных гротов, вырубленных в XLI—XV веках до н. э.
- Валье
- Вальпоркере[исп.]
- Ветра — 5‑я по длине вулканическая пещера в мире: 18 км (первые четыре места принадлежат пещерам Гавайев); самая сложная вулканическая трубка в мире
- Драч[исп.]  — содержит одно из крупнейших подземных озёр мира: 115×30 м и глубиной до 12 м
- Зелёная  — в пещере оборудован концертный зал
- Касарес  — в пещере обнаружены самые древние примеры рисунков на тему биологических отношений между мужчиной и женщиной: половой акт, беременность, рождение ребёнка и семейная жизнь; имеются символические изображения пениса и вульвы
- Грот Кастере
- Ла-Пасьега
- Лас-Монедас
- Летучих мышей[исп.]
- Монастырь Валерона[исп.]  — 8‑этажный комплекс из 298 рукотворных пещерок площадью 1—3 м²
- Монтесинос[исп.]  — в пещере происходит действие двух глав второй части «Дон Кихота»
- Нерха  — в крупнейшем зале пещеры (вместимость около 100 чел.) ежегодно проводится Международный фестиваль музыки и танца
- Ниньо[исп.]
- Охо-Гуаренья[исп.]
- Паучьи
- Пилета
- Пиндаль
- Прайлеальц[исп.]
- Пьер-Сен-Мартен — самая глубокая известная пещера Земли с 1953 по 1954 и с 1966 по 1979 годы (ныне — 19‑я). Единственная пещера в мире, принадлежащая двум государствам одновременно.
- Санта-Куэва-де-Ковадонга — пещерная католическая церковь
- Сантимаминье
- Тито-Бустильо[исп.]
- Торка-дель-Серро — 8‑я по глубине пещера мира (−1589 м)
- Храм Святой пещеры[исп.] — подземная католическая церковь, известная многочисленными религиозными чудесами
- Цветная[исп.]
- Четыре Двери[исп.]
- Экаин
- Эль-Кастильо
- Эль-Пендо
- Эль-Сидрон
- Эль-Соплао — только здесь были найдены остатки насекомого Hallucinochrysa diogenesi (вид описан в 2012 году); сама пещера уникальна по количеству и качеству натёчных образований, в том числе редких: геликтитов и занавесей.

См. также Пещера Альтамира и палеолитическая пещерная живопись Зелёной Испании
См. также Пещеры Балеарских островов
См. также Пещеры Кантабрии

### Италия
Основная статья: Список пещер Италии
- Абиссо-Бонетти[англ.]
- Аддаура
- Арене-Кандиде[англ.]
- Гигантов[итал.] — самый большой пещерный зал в мире: 280×76×114 м (с 1995 по 2010 год)
- Голубой грот
- Зелёный грот[итал.]
- Изумрудный грот[англ.]
- Каваллоне[итал.]
- Кастеллана
- Корекские
- Лошадиная[итал.]
- Матермания[итал.]
- Нептуна — в пещере прошла значительная часть съёмок фильма «Остров чудовищ» (1979)
- Нерея[итал.]
- Оленья[англ.]
- Пальиччи
- Папоротниковая[итал.]
- Пастена[итал.]
- Пертоза[итал.] — в пещере прошла значительная часть съёмок фильма «Призрак Оперы» (1998)
- Писко[итал.]
- Регина-дель-Карсо[итал.]
- Ромито[итал.]
- Святилище Михаила Архангела — старейшее в Западной Европе место паломничества к Архангелу Михаилу
- Собачья — названа в честь туристического «аттракциона»: задыхающихся углекислым газом собак
- Сплуга-делла-Прета — считалась самой глубокой пещерой Земли с 1924 по 1953 год (ныне не входит даже в первую сотню)
- Тойрано[итал.]
- Ухо Дионисия — пещера знаменита своей уникальной акустикой
- Фразасси

### Косово
| Название  | Местонахождение           | Фото | Комментарии, ссылки |
| --------- | ------------------------- | ---- | --- |
| Мраморная | Приштинский округ, Липлян |      | Достаточно редкий случай карстовых процессов в мраморе. Многие ответвления пещеры всё ещё не расчищены от грязи и ила и поэтому не исследованы. Внутри более 25 постоянных озёр глубиной до 10 м. |

### Латвия
| Название | Местонахождение                              | Фото | Комментарии, ссылки           |
| -------- | -------------------------------------------- | ---- | ----------------------------- |
| Гутманя  | Видземе, Сигулдский край, нац. парк Гауйский |      | Крупнейшая пещера Прибалтики. |

### Мальта
| Название     | Местонахождение      | Фото | Комментарии, ссылки                                                                        |
| ------------ | -------------------- | ---- | ------------------------------------------------------------------------------------------ |
| Голубой грот | Южный регион, Кренди |      | В гроте проходила значительная часть съёмок фильмов «Адские лодки» (1970) и «Троя» (2004). |
| Гхар-Далам   | Бирзеббуджа          |      |                                                                                            |

### Молдова
| Название | Местонахождение  | Фото | Комментарии, ссылки                                                       |
| -------- | ---------------- | ---- | ------------------------------------------------------------------------- |
| Золушка  | Бричанский район |      | 27-я по длине пещера в мире, 3-я по длине гипсовая пещера в мире (92 км). |

### Норвегия
| Название       | Местонахождение             | Фото | Комментарии, ссылки |
| -------------- | --------------------------- | ---- | --- |
| Олавсверн      | Нур-Норге, Тромс, Тромсё    |      | Бывшая подземная военно-морская база ВМС Норвегии. С 2011 г. находится в аренде у российской фирмы «Севморнефтегеофизика».   |
| Тьоарвекрайгге | Нур-Норге, Нурланн, Сёрфолл |      | Самая длинная пещера Скандинавии (25 167 м).                                                                                 |
| Юрдбругротта   | Нур-Норге, Нурланн, Рана    |      | Самая глубокая пещера Северной Европы. О гибели двух дайверов в ней был снят док. фильм «Погружение в неизвестность» (2016). |

### Польша
| Название     | Местонахождение                                                                                        | Фото | Комментарии, ссылки                             |
| ------------ | --- | ---- | ----------------------------------------------- |
| Велка-Снежна | Малопольское воеводство, Западные Татры, г. Малолачняк, нац. парк Татранский                           |      | Самая глубокая пещера Татров.                   |
| Драконья Яма | Малопольское воеводство, Краков, холм Вавель                                                           |      | Легендарное место обитания Вавельского дракона. |
| Медвежья     | Нижнесилезское воеводство, Клодзский повят, Строне-Слёнске, Судеты, г. Снежника, зап. Медвежьей пещеры |      | Самая длинная пещера Судетов.                   |
| Рай          | Свентокшиское воеводство, Келецкий повят, Хенцины, г. Свентокшиские, зап. Пещеры Рай                   |      |                                                 |

### Португалия
| Название | Местонахождение                                             | Фото | Комментарии, ссылки |
| -------- | ----------------------------------------------------------- | ---- | ------------------- |
| Торрес   | Асориш, Мадалена, Криасан-Велья (Азорские острова, о. Пику) |      | Лавовая пещера.     |
| Эшкорал  | Алентежу, Эвора, Монтемор-у-Нову                            |      |                     |

### Румыния
| Название   | Местонахождение                                                                   | Фото | Комментарии, ссылки |
| ---------- | --------------------------------------------------------------------------------- | ---- | --- |
| Колибоая   | Северо-западный регион, Трансильвания, Кришана, Бихор, Кымпани, нац. парк Апузени |      | |
| Медвежья   | Северо-западный регион, Трансильвания, Кришана, Бихор                             |      | |
| Мовиле     | Юго-восточный регион, Констанца (Добруджа)                                        |      | Уникальная экосистема подземных вод, богатых сероводородом и углекислым газом, но бедных кислородом. 5,5 млн лет пещера была изолирована от внешнего мира, жизнь здесь основана на хемосинтезе. Обнаружены 48 видов живых существ, 33 из которых эндемики. Одна из трёх пещер в мире, которые образовались в результате воздействия серной кислоты на горные породы. |
| Муерилор   | Юго-западный регион, Горж, Бая-де-Фьер, г. Парынг (Олтения)                       |      | |
| Оасе       | Западный регион, Караш-Северин, Карпаты                                           |      | |
| Скэришоара | Центральный регион, Трансильвания, Алба, Западные Румынские горы                  |      | |

### Сербия
Основная статья: Список пещер Сербии
| Название      | Местонахождение                                   | Фото | Комментарии, ссылки                              |
| ------------- | ------------------------------------------------- | ---- | ------------------------------------------------ |
| Потпечка      | Златиборский округ, Ужице, Потпече                |      | Самый высокий пещерный вход на Балканах (72 м).  |
| Райкова       | Борский округ, Майданпек                          |      |                                                  |
| Ресавская     | Центральная Сербия, Поморавский округ, Деспотовац |      |                                                  |
| Рисовача      | Шумадийский округ, Аранджеловац                   |      |                                                  |
| Стопича       | Златиборский округ, Чаетина (Златибор)            |      |                                                  |
| Хаджи-Продана | Моравичский округ, Иваница                        |      | Названа в честь сербского воеводы Хаджи-Продана. |
| Церьянская    | Нишавский округ, Пантелей, г. Калафат             |      |                                                  |

### Словакия
Основная статья: Список пещер Словакии
| Название                   | Местонахождение                                                         | Фото | Комментарии, ссылки |
| -------------------------- | ----------------------------------------------------------------------- | ---- | --- |
| Бельянская                 | Прешовский край, Попрад, Бельянские Татры, нац. парк Татры              |      | Крупнейшая и единственная открытая для посещения пещера в Высоких Татрах. Первая в мире пещера с искусственным освещением (с 1896 г.)                                                                                    |
| Быстрянская                | Банска-Бистрицкий край, Брезно, г. Низкие Татры, нац. парк Низкие Татры |      | |
| Важецкая                   | Жилинский край, Липтовски-Микулаш, Низкие Татры                         |      | |
| Гарманека                  | Банска-Бистрицкий край, Банска-Бистрица, г. Кремницке-Врхи              |      | |
| Гомбасецкая                | Кошицкий край, Рожнява, г. Словацкий Карст                              |      | |
| Деменовская ледяная пещера | Жилинский край, Липтовски-Микулаш, Низкие Татры                         |      | Первое упоминание о пещере относится к 1299 году, что делает её одной из самых старых обнаруженных пещер в Европе. |
| Деменовская пещера Свободы | Жилинский край, Липтовски-Микулаш, Низкие Татры                         |      | |
| Добшинская                 | Кошицкий край, Рожнява, г. Словацкий Рай                                |      | Одна из крупнейших ледяных пещер Европы: площадь льда составляет 8874—9772 м², объём 110 100 — 125 000 м³, толщина до 26,5 м. В 1950-х годах здесь тренировались фигурист Кароль Дивин и сборная Чехословакии по хоккею. |
| Домица                     | Кошицкий край, Рожнява, г. Словацкий Карст                              |      | |
| Дрины                      | Трнавский край, Трнава, Малые Карпаты                                   |      | |
| Охтинская                  | Банска-Бистрицкий край, Ревуца                                          |      | |
| Чёртова печь               | Нитранский край, Топольчани, Радошина, г. Поважски-Иновец               |      | |
| Ясовская                   | Кошицкий край, Кошице-Околье, г. Словацкий Карст                        |      | |

См. также Пещеры Аггтелекского карста и Словацкого карста

### Словения
Основная статья: Список пещер Словении
| Название       | Местонахождение                                                            | Фото | Комментарии, ссылки |
| -------------- | -------------------------------------------------------------------------- | ---- | --- |
| Виленица       | Словенское Приморье, Обално-Крашка, Сежана                                 |      | Одна из старейших туристических пещер в мире (1633 — сер. XIX в. и 1963 — н. в.) |
| Вртоглавица    | Бовец, Юлийские Альпы, г. Канин                                            |      | Самый глубокий карстовый колодец в мире: 643 м. |
| Крижна         | Нотраньска-Крашка, Церкница, плато Карст (Внутренняя Крайна)               |      | Цепь из более чем 45 озёр (в том числе с островами, что большая редкость для подземных озёр) изумрудно-зелёного цвета. Четвёртая по величине пещерная экосистема в мире с точки зрения биоразнообразия (45 видов). |
| Кршка          | Средняя Словения, Иванчна-Горица (Нижняя Крайна)                           |      | Исток р. Крка. |
| Постойнская    | Нотраньска-Крашка, плато Карст (Внутренняя Крайна)                         |      | Длина пещеры 24,3 км, из которых посетителям доступно 5,3 км — это самая большая протяжённость открытого для посещения туристами пещерного пространства в мире. Эл. освещение с 1884 г. (раньше, чем в Лайбахе). Первая в мире пещерная железная дорога (с 1872 г.) Крупнейший зал пещеры используется как концертный, в частности, здесь неоднократно давал представления театр «Ла Скала». |
| Поточка-Зиялка | Нижняя Штирия, Солчава, Караванке, г. Олшева, Логарская долина             |      | |
| Шкоцьянские    | Словенское Приморье, Обално-Крашка, плато Карст, парк «Шкоцьянские пещеры» |      | Подземная р. Река длиной 2,6 км и шириной до 60 м. Объём крупнейшего зала пещеры составляет 2,2 млн м³. |

### Украина
- Атлантида
- Буковинка
- Вертеба
- Дальние — комплекс подземных пещер Киево-Печерского монастыря, здесь покоятся мощи 49 канонизированных святых, в том числе Феодосия Печерского (см. тж. Собор преподобных отцов Киево-Печерских, в Дальних пещерах почивающих).
- Докучаевские
- Кармалюка — названа в честь Устима Кармалюка
- Кристальная
- Озёрная
- Оптимистическая — самая длинная гипсовая пещера в мире: 230—267 км
- Славка
- Страдецкая — подземный монастырь XIII—XIV вв., ныне часовня
- Трипольская

### Финляндия
| Название | Местонахождение                                     | Фото | Комментарии, ссылки |
| -------- | --------------------------------------------------- | ---- | ------------------- |
| Волчья   | Западная Финляндия, Остроботния, Кристийнанкаупунки |      |                     |

### Франция
Основная статья: Список пещер Франции
- Брюникель — первоначальный и очень заметный вклад в изучение пещеры внёс 15-летний подросток. В ней обнаружено древнейшее человеческое сооружение в мире — шесть структур из 399 отломанных и аккуратно уложенных сталагмитов.
- Гуфр-Берже
- Жан-Бернар — самая глубокая известная пещера Земли с 1979 по 1998 год (ныне — 7-я)
- Комбарель
- Коске
- Кро-Маньон — в этой пещере впервые обнаружен кроманьонец
- Ла-Мут
- Ласко
- Мас-д’Азиль
- Масабьель — в этой пещере Бернадетта Субиру в 1858 году наблюдала 18 явлений Девы Марии
- Мирольда — самая глубокая известная пещера Земли с января по август 1998 года (ныне — 6-я)
- Монтеспан
- Нио
- Пер-нон-Пер
- Пеш-Мерль
- Пьер-Сен-Мартен — самая глубокая известная пещера Земли с 1953 по 1954 и с 1966 по 1979 гг. (ныне — 19-я). Единственная пещера в мире, принадлежащая двум государствам одновременно. Зал Ла-Верна — крупнейшая в мире экскурсионная пещера на момент открытия доступа в 2010 году.
- Руффиньяк
- Труа-Фрер
- Фон-де-Гом — № 9 в списке National Geographic «Топ-10 священных пещер мира»[15]
- Шове

### Хорватия
Основная статья: Список пещер Хорватии
| Название     | Местонахождение                                         | Фото | Комментарии, ссылки |
| ------------ | ------------------------------------------------------- | ---- | --- |
| Бисеружка    | Приморско-Горанска, Омишаль, о. Крк                     |      | |
| Велебита     | Личко-Сеньска, горы Велебит, нац. парк Северный Велебит |      | Комплекс из нескольких глубоких пещер и шахт, в том числе Лукина-Яма — самая глубокая пещера Юго-Восточной Европы, 1431 м. |
| Виндия       | Вараждинска, Донья-Воча, Хорватское Загорье             |      | В пещере обнаружены одни из лучше всего сохранившихся останков неандертальцев в мире. |
| Голубой грот | Сплитско-Далматинска, о. Бишево                         |      | Между 10 и 13 часами в грот через естественный подводный вход наиболее сильно проникает солнце. Его лучи, проходящие через толщу воды и отражающиеся от белого дна, наполняет пещеру ярким сиянием, от светло-аквамаринового до насыщенно-голубого и вплоть до серебристого. |
| Грабовача    | Личко-Сеньска, Перушич, Лика, горы Велебит              |      | «Пещерный парк»: шесть пещер (самая известная — Самоград) и одна карстовая шахта. |
| Жазовка      | Загребачка, Жумберак, горы Жумберак                     |      | Фактически представляет собой яму глубиной 40 м, но небольшого диаметра. В конце Второй мировой войны югославские партизаны сбрасывали сюда убитых и раненых усташей, немецкий медперсонал и католических монахинь (см. Блайбургская бойня). На протяжении полувека эта информация утаивалась, но в 1990 г. пещера была «открыта заново», в ней обнаружили ок. 470 человеческих скелетов. |

### Чехия
| Название           | Местонахождение                                                | Фото | Комментарии, ссылки |
| ------------------ | -------------------------------------------------------------- | ---- | --- |
| Аматерская         | Южно-Моравский край, Бланско, Моравия, Моравский Карст         |      | |
| Бычья скала        | Южно-Моравский край, Бланско, Моравия, Моравский Карст         |      | |
| Границкая пропасть | Оломоуцкий край, Пршеров                                       |      | Самая глубокая затопленная пещера в мире (404 м, возможно, до 1200 м). |
| Жбрашовские        | Оломоуцкий край, Пршеров                                       |      | Арагонитовые пещеры. |
| Конепрусские       | Среднечешский край, Бероун, холм Золотой Конь                  |      | |
| Мацоха             | Южно-Моравский край, Бланско, Моравия, Моравский Карст         |      | Карстовый провал, пропасть глубиной 138 м. Первым на её дно спустился в 1723 году монах Лазарь Шоппер, и это стал первый в истории спелеологии зафиксированный рекорд мира по глубине пещер. Данный провал является частью Пункевных пещер. |
| Младечские         | Оломоуцкий край, Оломоуц, Моравия, зап. Литовельская Поморавия |      | |

### Швейцария
| Название      | Местонахождение                            | Фото | Комментарии, ссылки                                                             |
| ------------- | ------------------------------------------ | ---- | ------------------------------------------------------------------------------- |
| Вильдкирхли   | Аппенцелль-Иннерроден, г. Альпштайн        |      | Комплекс из трёх пещер. В 1658—1853 гг. здесь обитали отшельники.               |
| Гротте-о-Феес | Вале, Сен-Морис                            |      | «Грот фей». Водопад высотой 77 м — один из крупнейших подводных водопадов мира. |
| Зибенхэнгсте  | Берн, Западные Альпы                       |      | 13-я по длине пещерная система в мире (157 км).                                 |
| Нидленлох     | Золотурн, Леберн, г. Юра                   |      |                                                                                 |
| Сен-Леонар    | Вале, Сен-Леонар                           |      | Крупнейшее подземное озеро Европы: 6000 м².                                     |
| Святого Беата | Берн, Интерлакен-Оберхасли, Западные Альпы |      | Названы в честь Беата из Лунгерна.                                              |
| Хёллох        | Швиц, Швиц, Гларнские Альпы                |      | 11-я по длине пещерная система в мире (204 км).                                 |

### Швеция
| Название          | Местонахождение              | Фото | Комментарии, ссылки |
| ----------------- | ---------------------------- | ---- | --- |
| Кораллгроттан     | Норрланд, Емтланд, Стрёмсунд |      | |
| Луммелундагроттан | Готланд, Готланд, о. Готланд |      | Значительный вклад в изучение пещеры внесли трое подростков в 1948—1955 гг. В 2011 г. они стали почётными членами Шведского спелеологического общества. |
| Ховербергсгроттан | Норрланд, Емтланд, Берг      |      | |

## Северная Америка

### Белиз
| Название               | Местонахождение                   | Фото | Комментарии, ссылки |
| ---------------------- | --------------------------------- | ---- | --- |
| Актун-Туничиль-Мукналь | Кайо                              |      | № 1 в списке National Geographic «Топ-10 священных пещер мира». |
| Большая голубая дыра   | Белизский Барьерный риф, риф Маяк |      | Карстовая воронка, голубая дыра диаметром 318 м и глубиной 124 м. Широко известна в мире с 1972 г. после исследования её Жаком-Ивом Кусто. Наиболее известное место рекреационного дайвинга в мире. № 1 в списке Discovery Channel «10 самых удивительных мест Земли». |

### Гватемала
| Название   | Местонахождение                                            | Фото | Комментарии, ссылки |
| ---------- | ---------------------------------------------------------- | ---- | ------------------- |
| Актун-Кан  | Эль-Петен, Флорес                                          |      |                     |
| Канделария | Альта-Верапас, Рахруа / Чисек (Северная Поперечная полоса) |      |                     |
| Нах-Тунич  | Эль-Петен, Поптун                                          |      |                     |

### Гондурас
| Название | Местонахождение   | Фото | Комментарии, ссылки |
| -------- | ----------------- | ---- | ------------------- |
| Тальгуа  | Оланчо, Катакамас |      |                     |

### Канада
Основная статья Список пещер Канады
| Название     | Местонахождение                                                               | Фото | Комментарии, ссылки |
| ------------ | ----------------------------------------------------------------------------- | ---- | --- |
| Блуфиш       | Юкон                                                                          |      | Благодаря исследованиям этих пещер в 1977—1987 гг. выяснилось, что люди заселили Северную Америку не 13 000 лет назад, а минимум 24 000 лет назад.                                                                      |
| Дыра-в-стене | Альберта, нац. парк Банф, г. Кори                                             |      | Вход в пещеру хорошо виден с Трансканадского шоссе, проходящего под горой. Находится в отвесном склоне, поэтому доступна только скалолазам. Имеет природное происхождение, но вход почти правильной пятиугольной формы. |
| Каслгард     | Альберта, нац. парк Банф, Колумбийское ледниковое поле                        |      | Самая длинная пещера Канады: 20,4 км. |
| Коди         | Британская Колумбия, Кутеней, Сентрал-Кутеней, г. Селкерк, парк «Пещеры Коди» |      | |

### Мексика
Основная статья Список пещер Мексики
- Баланканче
- Вилья-Лус — одна из трёх пещер в мире, которые образовались в результате воздействия серной кислоты на горные породы[17], поэтому в ней высока концентрация сероводорода.
- Гарсия[англ.]
- Гуилья-Накиц[англ.] — в пещере обнаружены самые ранние на континенте доказательства одомашнивания тыквы, лагенарии и фасоли.
- Дос-Охос[англ.] — в пещере проходила значительная часть съёмок фильма «Пещера» (2005)
- Какауамильпа[англ.] — национальный парк, центром которого являются две обширные пещерные системы.
- Кристаллов — уникальна наличием гигантских кристаллов селенита, наибольший из найденных имеет размер 11×4 м, массу 55 тонн — это одни из наибольших известных естественных кристаллов в мире. В пещере очень жарко, температура достигает +58 °C при влажности 90—100 %[25], и это сильно затрудняет исследование пещеры, делая необходимым использование специального охлаждающего снаряжения. Даже со снаряжением нахождение в пещере обычно не превышает 20 минут, так как в лёгких начинает конденсироваться вода[26][27].
- Ласточек — бутылкообразный карстовый провал такого объёма, что внутри свободно может поместиться Крайслер-билдинг. Вопреки названию, в пещере живут стрижи и попугаи. В пещере проходила значительная часть съёмок фильма «Санктум» (2011).
- Лольтун
- Окс-Бель-Ха — 4-я по длине пещерная система мира: более 271 км; самая длинная подводная пещерная система мира.
- Олья — «Пещера Горшка», названа в честь 3-метрового горшка кецкомате, находящегося в пещере.
- Сак-Актун — вторая по длине пещера мира: 371,9 км (из них не затоплены лишь 5,8 км).
- Толантонго[исп.] — каньон-курорт, имеющий на своей территории несколько примечательных пещер.
- Уапока
- Уаутла — самая глубокая пещера Западного полушария: −1560 м (9-я в мире).
- Хушлауака[англ.] — единственный пример наскальных росписей в Мезоамерике, принадлежащих не майя.
- Чеве — 2-я по глубине пещера Западного полушария: −1524 м (11-я в мире).

### Сальвадор
| Название     | Местонахождение  | Фото | Комментарии, ссылки |
| ------------ | ---------------- | ---- | ------------------- |
| Святого Духа | Морасан, Коринто |      |                     |

### США
Основная статья Список пещер США
National Caves Association
Айдахо
- Уилсон-Бьютт[англ.]

Алабама
- Катедрал[англ.] — в пещере обнаружен один из крупнейших сталагмитов в мире: 14 м в высоту и 74 м в окружности; «необычный сталагмит»: диаметром 7,5 см, но при этом длиной 7,6 м и растущий под углом 45°.
- Расселл[англ.]

Аризона
- Картчнер[англ.] — содержит один из самых крупных в мире сталактитов типа «содовая соломинка[англ.]» (6,45 м).
- Колоссал[англ.]

Арканзас
- Бланшард-Спрингс[англ.]

Вайоминг
- Мамми[англ.]

Вашингтон (штат)
- Мармс — раскопана в 1962 г., обнаружены многие ценные древние находки, но в 1969 г. затоплена прорывом плотины. Ныне покрыта водохранилищем Герберт-Уэст.
- Парадайз — была крупнейшей ледниковой пещерой мира (13,25 км). Уничтожена в начале 1990-х гг. движением ледников[англ.].

Виргиния
- Гранд[англ.] — самая старая экскурсионная пещера США: впервые открыта для посещения в 1806 г. (но не самая старая непрерывно работающая — см. пещера Кристал[англ.] в Пенсильвании)
- Лурейские

Гавайи
- Казумура — самая глубокая (1101 м) и самая длинная (65,5 км) лавовая пещера в мире

Западная Виргиния
- Лост-Уорлд[англ.] — здесь был установлен рекорд «сидения на сталагмите»: почти 16 суток. Дом Бэтбоя[англ.][28].
- Орган[англ.] — в пещере впервые были обнаружены кости вымершего Megalonyx jeffersonii
- Синкс-оф-Гэнди[англ.]

Иллинойс
- Кейв-ин-Рок[англ.]

Индиана
- Уайандот[англ.]

Калифорния
- Бронсон — место съёмок большого количества кинофильмов и телесериалов, преимущественно в жанрах «вестерн» и «научная фантастика»[29][30][31][32].
- Бурро-Флэтс[англ.]
- Лейк-Шаста[англ.]

Кентукки
- Картер[англ.] — парк отдыха с несколькими пещерами; примечателен подземный водопад высотой более 9 м.
- Колоссал[англ.] — в пещере происходит действие игры «Приключение в пещере Колоссал» (1975).
- Лост-Ривер[англ.] — единственный в США ночной клуб с кондиционером (1939)[33].
- Мамонтова — самая длинная пещера в мире с 1972 г.: более 640 км. Более 225 подземных проходов, около 20 крупных залов и более 20 глубоких шахт. Название не имеет никакого отношения к мамонтам. Центр одноимённого нац. парка.
- Фишер-Ридж — 10-я по длине пещера в мире: ок. 209 км

Колорадо
- Ветров[англ.] — в пещере происходит основное действие эпизода «Челмедведосвин» (2006) м/с «Южный парк».
- Гленвуд-Кавернс[англ.] — высокогорный (2160 м н. у. м.) «парк приключений»
- Фрэнктаун[англ.]

Миссури
- Клифф[англ.]
- Марвел[англ.] — с 1960 г. является частью парка развлечений «Город Серебряного доллара[англ.]»
- Марка Твена[англ.] — пещера фигурирует в пяти произведениях Марка Твена, особенно подробно она описана в «Приключениях Тома Сойера».
- Мерамек[англ.] — в пещере проходили съёмки фильма «Том Сойер» (1973)
- Онондага[англ.]

Монтана
- Льюиса и Кларка[англ.]
- Пиктограф[англ.]
- Тирс-оф-те-Тартл[англ.] — самая глубокая пещера США: −506 м. Открыта лишь в 2006 г.

Невада
- Девилс-Хоул[англ.] — место обитания дьявольского карпозубика — «самой редкой рыбы в мире»[34][35].
- Лавлок[англ.]
- Леман

Нью-Йорк (штат)
- Ветров[англ.] — экскурсионная пещера с 1841 по 1954 гг., после чего была уничтожена камнепадом.
- Хау[англ.]

Нью-Мексико
- Карлсбадские — нац. парк, содержащий ок. 120 пещер (для посещения открыты три из них). Глубина до 339 м, самый большой зал имеет размеры 1220×191×78 м. Ок. 800 000 летучих мышей 17 видов.
- Лечугилья — одна из трёх пещер в мире, которые образовались в результате воздействия серной кислоты на горные породы[17]. 8-я по длине пещера мира (222,5 км[36]) и вторая по глубине пещера континентальной части США (-489 м[37]).
- Сандиа[англ.]

Орегон
- Деррик[англ.]
- Лава-Ривер[англ.]
- Ледника Сэнди[англ.] — крупнейшая ледниковая пещерная система континентальных США (ок. 1,7 км в 2012 г.)[38] Пещеры активно разрушаются в связи с таянием ледника и, по оценкам 2017 г., полностью исчезнут к 2022—2027 гг.[39]
- Орегонские[англ.]
- Пэйсли
- Редмонд[англ.]
- Форт-Рок — здесь обнаружена древнейшая сохранившаяся обувь в мире: сандалии возрастом ок. 11 000 лет.
- Хорс[англ.]

Пенсильвания
- Кристал[англ.] — одна из старейших непрерывно работающих экскурсионных пещер США (с 1872 г.)

Теннесси
- Данбер[англ.]
- Крейгхед[англ.] — содержит второе по размеру подземное (но не подлёдное) озеро в мире: «Затерянное море» (240×67 м).
- Руби-Фолз[англ.] — примечательна серией подземных каскадных водопадов общей высотой 44 м.

Техас
- Брэкен[англ.] — крупнейшая в мире колония летучих мышей: до 20 миллионов особей вида бразильский складчатогуб; однажды на стене было зафиксировано ок. 500 детёнышей на 0,093 м².
- Каскейд[англ.]
- Нейчерал-Бридж[англ.]
- Соноры[англ.]

Южная Дакота
- Джуэл — 3-я по длине пещера в мире: ок. 324 км
- Уинд — 7-я по длине пещера в мире: ок. 240 км. Первая пещера — нац. парк в мире (с 1903 г.)

Юта
- Натти-Патти — была открыта для посещения с 1960 по 2009 г.: турист поскользнулся и застрял в узком подземном лазе. Несмотря на все усилия спасателей, вытащить его не удалось, и он скончался через 28 часов после падения. Его тело так и не удалось извлечь, и оно осталось в пещере. Владелец земельного участка, на котором расположена пещера, и семья погибшего пришли к соглашению о том, что тело останется на месте гибели, а пещера будет закрыта[40].
- Тимпаногос[англ.]
- Хогап[англ.] — самая изученная пещера Большого Бассейна

## Южная Америка

### Аргентина
| Название | Местонахождение                                     | Фото | Комментарии, ссылки                                                                                                  |
| -------- | --------------------------------------------------- | ---- | --- |
| Аксиби   | Сальта, Молинос, дол. Кальчаки                      |      | «Долина пещер», примечательная скалами красного оттенка; «место огня», так как во время гроз сюда часто бьют молнии. |
| Брухас   | Мендоса, Маларгуэ                                   |      | Заповедник «Пещера ведьм».                                                                                           |
| Манос    | Санта-Крус, Лаго-Буэнос-Айрес, дол. р. Рио-Пинтурас |      | Пещера примечательна огромным количеством отпечатков левых рук мальчиков-подростков, имеющих возраст 9—13 тыс. лет.  |

### Бразилия
Основная статья Список пещер Бразилии
- Абисму-Гуй-Колет — самая глубокая пещера Южной Америки: −671 м; самая глубокая в мире пещера в кварцитах. Открыта лишь в 2006 г.
- Бураку-дас-Арарас[англ.]
- Бураку-дас-Арарас[англ.] — провал диаметром ок. 500 м и глубиной более 100 м. Центр одноимённого заповедника[англ.]
- Голубого озера[англ.] — заповедник, центром которого является Пещера Голубого озера
- Голубого пруда[англ.] — парк, центром которого является Пещера Голубого пруда[41]
- Жентиу
- Каза-де-Педра[англ.] — самый большой пещерный вход в мире: 172 м высотой.
- Макине[англ.]
- Педра-Пинтада[англ.]
- Перуасу[англ.] — нац. парк «Пещеры Перуасу»
- Перуасу[англ.] — зап. «Пещеры Перуасу»
- Рей-ду-Мату[англ.] — «Пещера Лесного короля». Примечательна колоннами-близнецами высотой и диаметром по 20 м.
- Сантана[порт.]
- Тапажем[англ.]
- Тока-да-Боа-Виста — самая длинная пещера Южного полушария: ок. 120 км, 18-я по длине в мире.
- Торринья[англ.] — внутри найден второй по размеру в мире «арагонитовый цветок»

### Венесуэла
| Название                | Местонахождение                                         | Фото | Комментарии, ссылки |
| ----------------------- | ------------------------------------------------------- | ---- | --- |
| Айтон-дель-Гуаратаро    | Фалькон, нац. парк Хуан-Кризостомо-Фалькон              |      | |
| Альфредо-Ян             | Миранда, Брион, Прибрежный хребет                       |      | |
| Гуачаро                 | Монагас, Карипе                                         |      | Названа в честь птицы гуахаро. |
| Кебрада-дель-Торо       | Фалькон, Унион                                          |      | |
| Сима-Ауянтепуи-Нороэсте | Боливар (Гвианское плоскогорье)                         |      | |
| Сима-Умбольдт           | Боливар, нац. парк Хауа-Сарисариньяма, г. Сарисариньяма |      | Карстовый провал диаметром от 352 м (вверху) до 502 м (на дне), глубиной 314 м и объёмом 18 млн м³.                                          |
| Фантазма                | Боливар, нац. парк Канайма                              |      | Пещера открыта лишь в 2002 г. Имеет вход размером 50×150 м. Многие специалисты считают, что это не «пещера», а «обрушившийся крутой каньон». |

### Колумбия
| Название | Местонахождение                     | Фото | Комментарии, ссылки                                    |
| -------- | ----------------------------------- | ---- | ------------------------------------------------------ |
| Гуачарос | Восточная Кордильера, Уила / Какета |      | Нац. парк, центром которого является «Пещера Гуахаро». |

### Перу
| Название      | Местонахождение                       | Фото | Комментарии, ссылки |
| ------------- | ------------------------------------- | ---- | --- |
| Гитарреро     | Анкаш, Юнгай, дол. Кальехон-де-Уайлас |      | |
| Карахиа       | Амасонас, Луя, дол. р. Уткубамба      |      | Пещера примечательна хорошо сохранившимися огромными саркофагами XV в.                                                                     |
| Пикимачай     | Аякучо, Уаманга, Пакайкаса            |      | |
| Сима-Пумакоча | Лима, Яуйос, Лараос                   |      | Самая глубокая пещера Южной Америки (-638 м) с 2001 по 2006 гг. Самая высокогорная из крупных пещер мира (вход на отметке 4372 м н. у. м.) |
| Токепала      | Такна, Хорхе-Басадре, Илабайя         |      | |

### Суринам
| Название | Местонахождение      | Фото | Комментарии, ссылки |
| -------- | -------------------- | ---- | ------------------- |
| Верехпай | Сипаливини, Коэроэни |      |                     |

### Уругвай
| Название  | Местонахождение | Фото | Комментарии, ссылки |
| --------- | --------------- | ---- | ------------------- |
| Дворцовые | Флорес          |      |                     |

### Чили
| Название | Местонахождение                                         | Фото | Комментарии, ссылки |
| -------- | ------------------------------------------------------- | ---- | --- |
| Милодон  | Магальянес, Ультима-Эсперанса (Патагония)               |      | Названа в честь вымершего гигантского ленивца Mylodon darwini, кости которого здесь обнаружены во множестве. Пещера является частью маршрута «Край света». |
| Фель     | Магальянес, Лагуна-Бланка, дол. р. Рио-Чико (Патагония) |      | |

### Эквадор
| Название | Местонахождение                                           | Фото | Комментарии, ссылки |
| -------- | --------------------------------------------------------- | ---- | ------------------- |
| Тайос    | Морона-Сантьяго, Лимон-Инданса, г. Кордильера-дель-Кондор |      |                     |

## Азия

### Азербайджан
| Название       | Местонахождение                 | Фото | Комментарии, ссылки |
| -------------- | ------------------------------- | ---- | --- |
| Азыхская       | Ходжавендский район             |      | Комплекс из шести пещер. |
| Асхаб-Уль-Кахф | Нахичевань, Бабекский район     |      | Согласно азербайджанской легенде, здесь прятались персонажи Корана, с целью защитить свою веру в единого Бога во время преследований. |
| Бузеирская     | Лерикский район, Талышские горы |      | |
| Дамджылы       | Газахский район                 |      | |
| Тагларская     | Ходжавендский район             |      | |

### Армения
| Название | Местонахождение       | Фото | Комментарии, ссылки |
| -------- | --------------------- | ---- | ------------------- |
| Арени    | Вайоцдзорская область |      |                     |
| Магила   | Вайоцдзорская область |      |                     |
| Мозров   | Вайоцдзорская область |      |                     |

### Афганистан
| Название  | Местонахождение                          | Фото | Комментарии, ссылки |
| --------- | ---------------------------------------- | ---- | --- |
| Тора-Бора | Нангархар, Пачир-Ав-Агам, хреб. Сафедкох |      | В этом пещерном комплексе располагались лагери радикального исламского движения «Талибан» и международной террористической организации «Аль-Каида» в периоды первого правления «режима Талибов» и ввода международных сил содействия безопасности; и укрепрайон афганских моджахедов в Афганской войне в 1980-х годах (2000 человек, госпиталь, мини-ГЭС, вентиляционная система). |

### Вьетнам
| Название         | Местонахождение                             | Фото | Комментарии, ссылки |
| ---------------- | ------------------------------------------- | ---- | --- |
| Ароматная пагода | Мидык, Хыонгсон, г. Хыонгтить, берег р. Дай |      | Обширный пещерный комплекс буддийских храмов и святилищ. |
| Тхьендыонг       | Куангбинь, Бочать, нац. парк Фонгня-Кебанг  |      | Очень крупная пещера: длина 31 км, высота до 200 м, ширина до 100 м. |
| Шондонг          | Куангбинь, Бочать, нац. парк Фонгня-Кебанг  |      | Крупнейшая пещера в мире по поперечному сечению (теоретически через неё без малейшей опасности может пролететь Boeing 747). Сталагмиты высотой до 70 м. Пещерный жемчуг размером с бейсбольный мяч. |

### Западный берег реки Иордан
| Название       | Местонахождение                                 | Фото | Комментарии, ссылки |
| -------------- | ----------------------------------------------- | ---- | --- |
| Кумран         | Близ пос. Калья                                 |      | Комплекс из 11 пещер. |
| Патриархов     | Хеврон, Старый Хеврон                           |      | Склеп, в котором, согласно Библии, похоронены еврейские праотцы Авраам, Исаак и Иаков, а также их жёны Сарра, Ревекка и Лия. В иудаизме почитается как второе по святости место после Храмовой горы. |
| Садовая могила | Старый город (Иерусалим), близ Дамасских ворот  |      | Древнее еврейское пещерное захоронение, используемое с VIII в. до н. э. Многие англикане и некоторые другие протестанты почитают эту пещеру как настоящую гробницу Христа.                           |
| Седекии        | Старый город (Иерусалим), Мусульманский квартал |      | Заброшенный карьер по добыче известняка мелеке. |

### Израиль
- Амуд
- Аялон — открыта лишь в 2006 году, свободный доступ в неё закрыт. В ней были открыты несколько новых видов ракообразных.
- Кафзех
- Кебара
- Кесем — открыта лишь в 2000 году
- Малхам — самая длинная солевая пещера[англ.] в мире (до 2019 года считалась второй)
- Манот — открыта лишь в 2008 году. В ней обнаружен «Манот 1» — старейший череп современного человека, найденный за пределами Африки.
- Никанора — названа в честь человека, жившего здесь: дверного мастера, поставлявшего свой товар на строительство Второго Храма.
- Писем[англ.] — своё название получила в честь обнаруженных здесь фрагментов папирусов Римской империи (II век)
- Рош-ха-Никра — система гротов
- Сорек — относительно небольшая пещера (5000 м²) уникальна своей плотностью сталактитов и других пещерных образований на квадратный метр. Является «Розеттским камнем» истории климата в Восточном Средиземноморье[45].
- Схул
- Табун — в ходе раскопок была прослежена едва ли не самая долгая последовательность культурных слоёв доисторической Палестины.
- Убайдия

### Индия
- Аджанта — храмово-монастырский пещерный комплекс, состоит из 30 пещер, вырубленных с II века до н. э. по V век н. э.
- Амарнатх — храмово-монастырский пещерный комплекс, самая крупная и одна из наиболее известных святынь индуизма.
- Аурангабада
- Багх[англ.] — комплекс из 9 вихар, построенных в V—VII вв.
- Бадами — комплекс из четырёх пещер является одними из старейших индуистских пещерных храмов в мире
- Барабарские пещеры — комплекс из семи пещер, наиболее известная из которых — Ломас-Риши[англ.]. Старейшие из сохранившихся рукотворных пещер Индии (IV—II вв. до н. э.)
- Белум[англ.] — самая крупная и самая длинная пещерная система Индийского субконтинента в свободном доступе. Длина 3229 м (для посетителей доступны первые 1500 м), глубина 46 м.
- Борра[англ.] — самые глубокие пещеры Индии — до 80 м.
- Бхимбетка — более 750 скальных убежищ в семи холмах, тянущихся на 10 км. Один из крупнейших из ныне сохранившихся доисторических комплексов. Здесь обнаружены самые ранние следы человеческой жизни на Индийском субконтиненте (возраст более 100 000 лет).
- Вараха[англ.]
- Канхери — комплекс состоит из 109 пещер
- Карла[англ.] — комплекс состоит из 16 пещер, вырубленных между II в. до н. э. и V в. н. э. Крупнейшая пещерно-скальная чайтья в Индии.
- Ленядри[англ.] — комплекс состоит из 30 пещер, вырубленных в I—III вв. н. э.
- Насик[англ.] — комплекс состоит из 24 пещер, вырубленных между I в. до н. э. и III в. н. э.
- Питхалкора
- Ундавалли[англ.]
- Эдаккал — две пещеры в строгом смысле слова являются расселинами или разломами
- Элефанта — архитектурно-карстовый комплекс, зовущийся «Город пещер». № 2 в списке National Geographic «Топ-10 священных пещер мира»[15].
- Эллора — один из крупнейших скальных монастырско-храмовых пещерных комплексов в мире. Состоит из более чем 100 пещер, 34 из которых открыты для посещения, наиболее примечательная из них — Кайласанатха.

### Индонезия
| Название                    | Местонахождение                                                                 | Фото | Комментарии, ссылки                                                             |
| --------------------------- | ------------------------------------------------------------------------------- | ---- | ------------------------------------------------------------------------------- |
| Лианг Буа                   | Восточная Нуса-Тенгара, Манггараи, о. Флорес                                    |      | В пещере впервые обнаружены кости вида человек флоресский.                      |
| Лубанг Джериджи Салех       | Восточный Калимантан, Восточный Кутаи (карстовая обл. Сангкулиранг-Мангкалихат) |      | На стенах пещеры обнаружены отпечатки рук и рисунки возрастом ок. 40 000 лет.   |
| Пещеры карста Марос—Пангкеп | Южный Сулавеси, о. Сулавеси, нац. парк Бантимурунг—Булусараунг                  |      | На стенах пещер обнаружены разноцветные отпечатки рук возрастом ок. 40 000 лет. |

### Ирак
| Название | Местонахождение                          | Фото | Комментарии, ссылки |
| -------- | ---------------------------------------- | ---- | ------------------- |
| Шанидар  | Иракский Курдистан, Эрбиль, гора Брадост |      |                     |

### Иран
| Название   | Местонахождение            | Фото | Комментарии, ссылки |
| ---------- | -------------------------- | ---- | --- |
| Али-садр   | Хамадан, Кебудрахенг       |      | Крупнейшая в мире водная пещера: её длина составляет 11 км и все они доступны туристам на лодках и водных велосипедах. |
| Дарбанд    | Гилян                      |      | |
| Катале-Хор | Зенджан, Ходабенде         |      | |
| Шапур      | Фарс, Казерун, горы Загрос |      | Пещера получила своё название в честь Колоссальной статуи Шапура I, вырезанной из сталагмита в III в. В середине VII в. она была низвергнута и обезображена, но поднята и отреставрирована в 1957 г. указом последнего шахиншаха Ирана. |

### Казахстан
| Название       | Местонахождение                                      | Фото | Комментарии, ссылки |
| -------------- | ---------------------------------------------------- | ---- | --- |
| Акбаур         | Восточно-Казахстанская область, Уланский район       |      | Грот-храм, возможно, астрономическая обсерватория. |
| Акмечеть-Аулие | Туркестанская область, Байдибекский район            |      | |
| Иманкара       | Атырауская область, Жылыойский район, сопка Иманкара |      | В 1911 г. в пещере был организован штаб инженеров Альфреда Нобеля, принимавшего участие в освоении нефтегазоносных бассейнов Западного Казахстана. В 1944 г. в пещере сотрудниками НКВД была уничтожена группа солдат Туркестанского легиона. |
| Октябрьская    | Алматинская область, хреб. Заилийский Алатау         |      | Самая длинная пещера Казахстана (1390 м). Архивная копия от 30 июля 2019 на Wayback Machine |

### Камбоджа
| Название                | Местонахождение | Фото | Комментарии, ссылки                                                                                         |
| ----------------------- | --------------- | ---- | --- |
| Пещеры смерти Пномсампо | Баттамбанг      |      | Пещерный массив служил местом проведения массовых казней во время правления красных кхмеров в 1975—1979 гг. |

### Китай
Основная статья: Список пещер Китая
- Безеклик — комплекс из 77 буддистских пещер, вырубленных в скалах. Множество древних стенописных изображений X—XIII вв., часть из которых была снята и перевезена в музеи Европы, в том числе в Государственный Эрмитаж[47]
- Кизил — самый древний из крупных буддистских пещерных комплексов Китая, вырублен в III—VIII вв. 236 пещерных храмов (из них 135 в относительно хорошем состоянии), тянущихся на 2 км
- Лунмынь — комплекс пещерных храмов, высеченных в 495—898 гг. Состоит из 2345 гротов и углублений с 43 храмами, которые содержат ок. 2800 надписей и порядка 100 000 изображений, ряд скульптур высотой до 15 м. № 3 в списке National Geographic «Топ-10 священных пещер мира»[15]
- Лунъю — пещерный комплекс обнаружен в 1992 г. после осушения местных «бездонных» прудов. 24 камеры средней площадью более 1200 м² и высотой до 30 м вырублены ок. I—III в. При строительстве было извлечено ок. 900 000 м³ алевролита. Неизвестна технология, обеспечившая высокую точность маркшейдерских измерений при этом строительстве. Несмотря на значительные размеры и усилия, затраченные на создание этих пещер, в известных исторических источниках полностью отсутствуют всякие упоминания как об их строительстве, так даже и об их существовании.
- Майцзишань — один из крупнейших буддистских пещерных монастырей Китая, имеет форму муравейника высотой 142 м, в котором высечены 194 грота. Первые пещеры начали вырубаться в конце IV в. Внутри находятся более 7200 глиняных и каменных скульптур высотой до 16 м, свыше 1000 м² фресок.
- Миларепы — названа в честь учителя буддизма Миларепы, который провёл здесь в медитациях многие годы в конце XI в.
- Могао — комплекс из 492 гротов, бывших святилищами с IV по XIV вв. Внутри ок. 42 000 м² фресок. В начале XX в. здесь обнаружены «Дуньхуанские рукописи».
- Сяньжэнь[англ.] — здесь обнаружена самая древняя в мире гончарная керамика (возраст до 20 тыс. лет)
- Тростниковой флейты — крупнейшая карстовая пещера Китая
- Тяньлуншань — буддийский пещерный монастырь. 21 грот высечен в двух соседних горах. Внутри более 1500 статуй и 1144 рельефа.
- Фужун — пещера открыта лишь в 1993 г. Площадь главного зала составляет 11 000 м². 30 пород сталактитов — это почти полная коллекция осадочных пород, которые можно встретить в различных пещерах мира.
- Хуанлун[англ.] — более миллиона туристов в год (2010). 13 залов, три водопада (высотой до 50 м), две реки, озеро.
- Чжижэньдун
- Чжоукоудянь — здесь впервые были обнаружены кости синантропа
- Шуанхэдун — самая длинная пещера в Азии (238,5 км), 6-я по этому показателю в мире. В пещере протекают три реки, образующие множество водопадов и озёр, в которых встречаются креветки и рыбы весом свыше килограмма. Разведаны 56 входов в эту пещерную сеть.
- Эрвандун — пещера настолько велика (более 42 км в длину и 441 м в глубину), что имеет собственный микроклимат

### Кыргызстан
| Название   | Местонахождение                                           | Фото | Комментарии, ссылки |
| ---------- | --------------------------------------------------------- | ---- | ------------------- |
| Сель-Ункур | Баткенская область, Кадамжайский район, Ферганская долина |      |                     |

### Лаос
| Название | Местонахождение          | Фото | Комментарии, ссылки |
| -------- | ------------------------ | ---- | --- |
| Вьенгсай | Хуапхан                  |      | Комплекс состоит из примерно 500 пещер, которые «Патет Лао» использовала в качестве укрытия от американских бомбардировок во время гражданской войны (1960—1973). Здесь проживало до 23 000 человек, был госпиталь, школа, пекарни, магазины и даже театр. |
| Паку     | Луангпхабанг, устье р. У |      | Комплекс из двух пещер содержит ок. 4000 деревянных фигурок Будд. |
| Палинь   | Хуапхан, горы Чыонгшон   |      | |

### Ливан
Основная статья: Список пещер Ливана
| Название  | Местонахождение | Фото | Комментарии, ссылки |
| --------- | --------------- | ---- | --- |
| Джейта    | Бейрут, Джейта  |      | Комплекс из двух пещер. Одна из них полностью заполнена рекой, дающей питьевую воду более чем миллиону ливанцев. В другой обнаружен самый большой в мире сталактит. В 2011 г. пещеры стали финалистами (но не победителями) конкурса «Семь новых чудес природы». |
| Кзар-Акил | Бейрут          |      | |

### Малайзия
Основная статья: Список пещер Малайзии
| Название           | Местонахождение               | Фото | Комментарии, ссылки |
| ------------------ | ----------------------------- | ---- | --- |
| Пещеры Бату        | Селангор, Гомбак              |      | Комплекс пещер является одной из самых популярных индуистских святынь за пределами Индии. У входа в пещеры стоит Статуя Муругана высотой 43 м (третья по высоте статуя индуистского божества в мире). |
| Гомантонг          | Сабах, Сандакан               |      | |
| Гуа-Эир-Джерних    | Саравак, нац. парк Мулу       |      | Самая длинная пещера Азии (189 км), 9-я в мире. |
| Дир                | Саравак, нац. парк Мулу       |      | Второй по величине пещерный проход в мире (148 на 142 м; до 2009 г. — первый). |
| Лубанг Насиб Багус | Саравак, нац. парк Мулу       |      | Пещера содержит самый большой в мире грот (600 на 435 на 115 м, 164 459 м², 9 579 205 м³). |
| Ниах               | Саравак, Мири, нац. парк Ниах |      | |

### Мьянма
| Название      | Местонахождение           | Фото | Комментарии, ссылки |
| ------------- | ------------------------- | ---- | --- |
| Падалин       | Шан, Танджи, Яванган      |      | |
| Пиндайя       | Шан, Танджи, Пиндайя      |      | Комплекс состоит из трёх пещер, вход разрешён лишь в одну. Её длина 150 м, на этом протяжении около 8000 изображений и скульптур Будды. |
| Пхоу Вун Даун | Сикайн, Моунъюа, Йинмабин |      | Буддийский подземный комплекс, состоящий их 947 пещер.                                                                                  |

### Непал
| Название        | Местонахождение       | Фото | Комментарии, ссылки |
| --------------- | --------------------- | ---- | --- |
| Махендра        | Гандаки Прадеш, Каски |      | |
| Мустанг         | Дхаулагири, Мустанг   |      | Комплекс из примерно 10 000 небольших рукотворных пещер. Ни об их строителях ни об их предназначении до сих пор ясности нет. |
| Халеси-Маратика | Сагарматха, Кхотанг   |      | |

### Оман
| Название          | Местонахождение | Фото | Комментарии, ссылки |
| ----------------- | --------------- | ---- | --- |
| Маджлис-аль-Джинн | горы Хаджар     |      | Пещера состоит из единственного огромного помещения (340 на 228 на 120 м, 58 000 м², 4 000 000 м³). Доступ только с помощью троса через крышу. |

### Пакистан
| Название | Местонахождение          | Фото | Комментарии, ссылки                                                    |
| -------- | ------------------------ | ---- | ---------------------------------------------------------------------- |
| Кашмир   | Хайбер-Пахтунхва, Мардан |      | В пещере обнаружено большое количество редких древних бронзовых монет. |

### Папуа — Новая Гвинея
| Название | Местонахождение    | Фото | Комментарии, ссылки                                                                    |
| -------- | ------------------ | ---- | -------------------------------------------------------------------------------------- |
| Килу     | Бугенвиль, о. Бука |      | В пещере обнаружены кости древнейших людей арх. Соломоновы острова (29 000 лет назад). |

### Россия
Адыгея
- Большая Азишская
- Бондаревская
- Кунцевская
- Парящая Птица

Алтай (республика)
- Каракокшинская
- Кёк-Таш
- Музейная
- Тут-Куш
- Усть-Канская

Алтайский край
- Денисова
- Окладникова
- Тавдинские
- Чагырская

Архангельская область
- Голубинский Провал
- Кулогорская
- Ленинградская

Астраханская область
- Баскунчакская

Башкирия
- Аскинская
- Атыш
- Вертолётная
- Зигзаг
- Идрисовская
- Капова
- Карламанская
- Киндерлинская
- Лаклинская
- Олимпия
- Пропащая Яма
- Салавата Юлаева
- Сумган-Кутук
- Ыласын

Белгородская область
- Монастырь Игнатия Богоносца
- Холковский Троицкий монастырь
- Шмарненская

Бурятия
- Долганская Яма — единственный известный комплекс пустот в России в многолетнемёрзлых породах с круглогодичной положительной температурой.
- Пещера Старая Брянь
- Темниковская пещера

Иркутская область
- Ботовская

Краснодарский край
- Ахштырская
- Большая Фанагорийская
- Воронцовская
- Малая Азишская
- Мезмайская

Красноярский край
- Большая Орешная

Крым
- Алёшина вода
- Аянская
- Бездонный Колодец
- Волчий грот
- Геофизическая
- Голубиная
- Киик-Коба
- Красные
- МАН
- Мраморная
- Скельская
- Солдатская
- Таврида
- Фатьма-Коба
- Ход конём
- Челтер-Мармара
- Чокурча
- Шан-Коба
- Эмине-Баир-Хосар

Ленинградская область
- Саблинские

Московская область
- Камкинская каменоломня
- Никиты
- Силикаты
- Сьяны

Нижегородская область
Орловская область
- Пятницкие

Пермский край
- Дивья
- Кизеловская
- Кунгурская
- Ординская
- Чудесница

Приморский край
- Мокрушинская
- Соляник
- Чёртовы Ворота

Ростовская область
- Авилова
- Мигулинские
- Рыгинская

Рязанская область
Самарская область
- Братьев Греве
- Серноводская

Свердловская область
- Катникова
- Смолинская

Ставропольский край
- Провал

Татарстан
- Гипсы-1
- Сюкеевские
- Юрьевская

Тверская область
- Старицкие каменоломни

Тульская область
- Гурьевские каменоломни

Хакасия
- Ефремкинские
- Кашкулакская
- Ящик Пандоры

Челябинская область
- Игнатьевская
- Казачий стан
- Кургазак
- Сикияз-Тамак
- Сугомакская
- Шемахинские

### Таиланд
| Название         | Местонахождение                   | Фото | Комментарии, ссылки |
| ---------------- | --------------------------------- | ---- | --- |
| Спирит           | Мэхонгсон, Пангмафа               |      | |
| Тхамлуангнангнон | Чианграй, Месай, хреб. Дойнангнон |      | В 2018 году 12 подростков в возрасте от 11 до 17 лет, члены юниорской футбольной команды, и их 25-летний тренер были заперты в пещере на 18 дней из-за наводнения. Они были успешно спасены совместной операцией таиландского правительства, таиландской армии и группы профессиональных пещерных дайверов со всего мира — см. Спасательная операция в пещере Тхамлуангнангнон. |

### Туркменистан
| Название     | Местонахождение                     | Фото | Комментарии, ссылки     |
| ------------ | ----------------------------------- | ---- | ----------------------- |
| Бахарденская | Ахалский велаят, Бахерденский этрап |      | Содержит озеро Ков-ата. |

### Турция
Основная статья: Список пещер Турции
- Айвайни
- Алтынбесик
- Баллыджа
- Бельбаши
- Влюблённых
- Гёкгёль[англ.]
- Гилиндире[англ.]
- Дамлаташ
- Дим
- Дупница
- Инсую[англ.]
- Караин
- Кузгун
- Пинаргёзю — вторая по длине пещера Европы (16 км)[51]; из выхода постоянно дует сильный ветер: 100—166 км/ч[52]
- Эгма — 14-я по глубине пещера в мире (-1429 м)
- Ярымбургаз[англ.]

### Узбекистан
| Название      | Местонахождение                                              | Фото | Комментарии, ссылки                                                              |
| ------------- | ------------------------------------------------------------ | ---- | -------------------------------------------------------------------------------- |
| Бойбулок      | Сурхандарьинская область, Байсунский район, хреб. Гиссарский |      | Глубочайшая пещера Азии — 1415 м, возможно, глубочайшая пещера мира (до 2500 м). |
| Киевская      | Самаркандская область, Ургутский район, хреб. Зеравшанский   |      |                                                                                  |
| Оби-Рахмат    | Ташкентская область, Бостанлыкский район                     |      |                                                                                  |
| Тешик-Таш     | Сурхандарьинская область, Байсунский район, хреб. Байсунтау  |      | За открытие этой пещеры трое археологов стали лауреатами Сталинской премии.      |
| Хазрати Довуд | Самаркандская область, Нурабадский район (Узбекистан)        |      |                                                                                  |

### Филиппины
| Название            | Местонахождение                                          | Фото | Комментарии, ссылки |
| ------------------- | -------------------------------------------------------- | ---- | --- |
| Восточного Мисамиса | Северный Минданао, Восточный Мисамис                     |      | Пять пещер: Амбой, Лиянг, Салван, Тагбалитанг и Хулуга.                                                                          |
| Кальяо              | Кагаян, Пеньябланка, горы Сьерра-Мадре, зап. Пеньябланка |      | В пещере были впервые обнаружены кости вида Homo luzonensis. Крупнейший зал пещеры переделан в часовню.                          |
| Пуэрто-Принсеса     | Мимаропа, Палаван, о. Палаван                            |      | Подземная река. В 2011 г. признана одним из «Семи новых чудес природы».                                                          |
| Табон               | Палаван, Кесон, о. Палаван                               |      | Комплекс состоит из 215 пещер, 29 из которых исследованы и 7 открыты для посещения. В одной из них был найден Табонский человек. |

### Шри-Ланка
| Название | Местонахождение                         | Фото | Комментарии, ссылки |
| -------- | --------------------------------------- | ---- | --- |
| Дамбулла | Центральная провинция, Матале, Дамбулла |      | Буддийский пещерный храм. В пяти пещерах расположены 153 статуи Будды (возраст многих из них более 2000 лет; 73 из них покрыты золотом) и 7 других. Является самым крупным пещерным храмом Южной Азии, священное место паломничества с I в. до н. э. № 4 в списке National Geographic «Топ-10 священных пещер мира». |
| Курагала | Сабарагамува, Ратнапура, Балангода      |      | Руины древнего буддийского подземного храма. |
| Фасянь   | Западная провинция, Калутара            |      | Названа в честь известного китайского буддистского монаха и путешественника, жившего здесь некоторое время. |

### Южная Корея
| Название | Местонахождение                                           | Фото | Комментарии, ссылки |
| -------- | --------------------------------------------------------- | ---- | --- |
| Кванмён  | Сеульский национальный столичный регион, Кёнгидо, Кванмён |      | В 1910—1945 гг. служила шахтой. С 2011 г. является туристической достопримечательностью: выставки, аквариумы, скульптуры, световые представления, детские зоны, винодельня и пр.      |
| Хвансон  | Канвондо                                                  |      | Самая длинная пещера Южной Кореи: ок. 8 км, из которых первые 1,6 км открыты для посещения. Стены сочатся водой, образуя реки, водопады и десять озёр; высота сводов достигает 100 м. |

### Япония
| Название | Местонахождение            | Фото | Комментарии, ссылки                                              |
| -------- | -------------------------- | ---- | ---------------------------------------------------------------- |
| Абукума  | Тохоку, Фукусима, о. Хонсю |      | Длина пещеры 3100 м, но для посещения открыты лишь первые 600 м. |
| Аккадо   | Ивате, Симохей, Иваидзуми  |      | Самая длинная пещера Японии (23 702 м).                          |
| Рейгандо | Кюсю, Кумамото, о. Кюсю    |      | В пещере ронин Миямото Мусаси написал свою «Книгу пяти колец».   |

## Африка
Atlas of the Great Caves and the Karst of Africa

### Алжир
| Название   | Местонахождение                                            | Фото | Комментарии, ссылки                    |
| ---------- | ---------------------------------------------------------- | ---- | -------------------------------------- |
| Ану Иффлис | Тизи-Узу, нац. парк Джурджура, хреб. Джурджура, горы Атлас |      | Самая глубокая пещера Африки — 1170 м. |

### Ботсвана
| Название | Местонахождение                        | Фото | Комментарии, ссылки                            |
| -------- | -------------------------------------- | ---- | ---------------------------------------------- |
| Гцвихаба | Северо-Западный округ, дельта Окаванго |      | Место обнаружения редкого минерала гцвихабита. |

### Египет
| Название     | Местонахождение                   | Фото | Комментарии, ссылки |
| ------------ | --------------------------------- | ---- | --- |
| Голубая дыра | Южный Синай, Красное море         |      | Голубая дыра глубиной ок. 120 м. Здесь гибнет больше дайверов, чем в любом другом подобном месте Земли (с 1997 по 2012 гг. 130—200 чел.) |
| Зверей       | Вади-эль-Гедид, Западная пустыня  |      | Пещера открыта лишь в 2002 г. На её стенах обнаружены ок. 5000 рисунков возрастом более 7000 лет.                                        |
| Пловцов      | Вади-эль-Гедид, Ливийская пустыня |      | На стенах пещеры обнаружены рисунки возрастом ок. 8000 лет.                                                                              |

### Зимбабве
| Название | Местонахождение              | Фото | Комментарии, ссылки                                                           |
| -------- | ---------------------------- | ---- | ----------------------------------------------------------------------------- |
| Чинхойи  | Западный Машоналенд, Маконде |      | В пещере находится очень глубокое и прозрачное озеро кобальтово-синего цвета. |

### Кения
| Название        | Местонахождение                                      | Фото | Комментарии, ссылки |
| --------------- | ---------------------------------------------------- | ---- | --- |
| Китам           | Округ Транс-Нзоиа, нац. парк Маунт-Элгон, гора Элгон |      | В 1980-х гг. пещера приобрела печальную известность, когда два её посетителя-европейца заразились в ней вирусом Марбург и скончались. |
| Энкапуне-Я-Муто | Великая рифтовая долина, гора Мау                    |      | |

### Ливия
| Название   | Местонахождение                                 | Фото | Комментарии, ссылки                            |
| ---------- | ----------------------------------------------- | ---- | ---------------------------------------------- |
| Хауа-Фтеах | Киренаика, Эль-Джебель-эль-Ахдар, Джебель-Ахдар |      | В этой пещере жили люди ок. 200 000 лет назад. |

### Марокко
| Название           | Местонахождение             | Фото | Комментарии, ссылки |
| ------------------ | --------------------------- | ---- | --- |
| Геркулесовы пещеры | Танжер-Тетуан, мыс Спартель |      | 23 октября 1995 года британская рок-группа Def Leppard отыграла в пещере концерт. В те же сутки она дала по концерту в Лондоне и Ванкувере — таким образом Def Leppard стали первой рок-группой в мире, отыгравшей три концерта на трёх континентах за одни сутки, что было внесено в Книгу рекордов Гиннесса. Долгое время пещера считалась «бездонной». Существовала легенда, что через эту пещеру можно пройти под Гибралтарским проливом и выйти в Пещеру Святого Михаила на Гибралтарской скале, проделав путь более чем в 24 километра. По легенде, именно так маготы попали из Африки в Гибралтар. |
| Джебель-Ирхуд      | Марракеш — Сафи, Юссуфия    |      | В пещере обнаружены кости людей возрастом до 408 000 лет. |
| Тафоральт          | Восточная область           |      | Возможно, самое древнее кладбище Северной Африки (возраст 14—15 тысяч лет). |

### Намибия
| Название      | Местонахождение | Фото | Комментарии, ссылки                                                                      |
| ------------- | --------------- | ---- | ---------------------------------------------------------------------------------------- |
| Драхенхаухлох | Очозондьюпа     |      | Пещера содержит самое крупное не-подлёдное подземное озеро в мире (глубина более 100 м). |

### Сомалиленд
| Название   | Местонахождение                                | Фото | Комментарии, ссылки                                                                                          |
| ---------- | ---------------------------------------------- | ---- | --- |
| Лаас-Гааль | Северо-Западная провинция, холмы Нааса-Хаблоод |      | Пещерный комплекс открыт европейцами лишь в 2002 г. Содержит одни из самых ярких наскальных рисунков Африки. |

### Танзания
| Название | Местонахождение | Фото | Комментарии, ссылки |
| -------- | --------------- | ---- | --- |
| Амбони   | Танга           |      | Крупнейшая система известняковых пещер Восточной Африки. Из 10 пещер лишь одна доступна для посещения и то только в сопровождении проводника. |
| Мумба    | Аруша           |      | |

### Эфиопия
| Название | Местонахождение | Фото | Комментарии, ссылки |
| -------- | --------------- | ---- | --- |
| Соф-Омар | Оромия, Бале    |      | Одна из самых длинных пещерных систем Африки (15,1 км). № 10 в списке National Geographic «Топ-10 священных пещер мира» |

### ЮАР
Основная статья: Список пещер ЮАР
| Название      | Местонахождение                                                        | Фото | Комментарии, ссылки |
| ------------- | ---------------------------------------------------------------------- | ---- | --- |
| Бломбос       | Западно-Капская провинция, Эден, Эссекуа                               |      | В пещере находится самый древний из ныне известных человеческих рисунков. |
| Бордер        | Квазулу-Натал, горы Лебомбо                                            |      | В пещере обнаружена «Кость Лебомбо» — старейший из ныне известных артефактов, свидетельствующих об умении человека считать (возраст 43—44 тысячи лет).                                                                            |
| Вондерверк    | Северо-Капская провинция, Джон-Таоло-Гецеве, Га-Сегоньяна, г. Асбестос |      | В пещере обнаружены самые древние из ныне известных следы контролируемого огня. |
| Гладисвале    | Гаутенг, Колыбель человечества                                         |      | С 1992 года в пещере собраны ок. четверти миллиона доисторических костей. Также обнаружен ашельский топор возрастом ок. 1 млн лет.                                                                                                |
| Гондолин      | Северо-Западная провинция, Колыбель человечества                       |      | Пещера находится в частной собственности, доступ туристам в неё закрыт. |
| Дипклоф       | Западно-Капская провинция, Берхривер                                   |      | Скальное убежище. |
| Канго         | Западно-Капская провинция, Эден, Оудсхурн, хребет Звартберге           |      | Длина пещеры ок. 4 км, но для туристов доступна лишь первая её четверть и то в сопровождении проводника. Архивная копия от 8 июля 2016 на Wayback Machine                                                                         |
| Макапансгат   | Лимпопо, Ватерберх, Могалаквена (Колыбель человечества)                |      | Археологическая территория, содержащая, в том числе, более десятка примечательных пещер. |
| Малапа        | Гаутенг, Колыбель человечества                                         |      | В этой пещере впервые были найдены кости вида австралопитек седиба. |
| Пиннакл-Пойнт | Западно-Капская провинция, Эден, Моссел-Бей                            |      | |
| Райзинг-Стар  | Гаутенг, Уэст-Ранд, Могале-Сити (Колыбель человечества)                |      | В этой пещере впервые были найдены кости вида Homo naledi. В дальнюю полость пещеры ведёт проход диаметром всего 18 см, поэтому там пока побывали лишь 6 стройных женщин-спелеологов, зовущиеся теперь «подземными астронавтами». |
| Реки Клазис   | Восточно-Капская провинция, Какаду, Куга, нац. парк Цицикамма          |      | Комплекс состоит из трёх пещер и двух скальных убежищ. |
| Сибуду        | Квазулу-Натал, Этеквини                                                |      | В пещере обнаружены древнейший в мире костяной наконечник стрелы и игла (возраст 61 тыс. лет). |
| Стеркфонтейн  | Гаутенг, Уэст-Ранд, Могале-Сити (Колыбель человечества, Сварткранс)    |      | В пещере были обнаружены «миссис Плес» и «Маленькая Нога». |
| Судвала       | Мпумаланга                                                             |      | Главный зал пещеры похож на амфитеатр и неоднократно использовался как концертная площадка, в частности, в 1970 г. здесь выступал Иван Ребров.                                                                                    |
| Чудес         | Гаутенг, парк Кромдраай (Колыбель человечества)                        |      | 14 сталактитов и сталагмитов высотой до 15 м. |
| Эхо           | Лимпопо                                                                |      | Один из древнейших пещерных комплексов в мире. Длина пещер ок. 40 км, но для туристов доступны лишь первые 2 км. |

## Океания

### Австралия
Основная статья: Список пещер Австралии
Западная Австралия
Основная статья: Список пещер Западной Австралии
- Абракурри[англ.] — крупнейший пещерный зал Южного полушария; самая глубокая наскальная живопись аборигенов страны[англ.] (-70 м)
- Логово Дьявола[англ.] — названа в честь тасманийского дьявола, древние кости которого здесь были обнаружены, но ныне он обитает лишь в Тасмании.
- Мамонтова

Квинсленд
- Единорога

Новый Южный Уэльс
- Аберкомби[англ.]
- Веллингтона[англ.]
- Вомбейан — см. тж. Дорога к Пещерам Вомбейан[англ.]
- Дженолан — самая старая из известных пещер в мире (340 млн лет). См. тж. Гостиница пещер Дженолан[англ.].
- Клифденские[англ.]
- Отшельника — фактически представляет собой комплекс скальных убежищ, террасных садов, экзотических растений, водоёмов, сухих каменных стен и мостов, лестниц и дорожек, простирающихся более чем на километр, созданных отшельником Валерио Ричетти в 1929—1942 гг.

Тасмания
- Ганнс-Плейнс

Южная Австралия
- Наракортские
- Энгельбрехт[англ.]

### Науру
| Название | Местонахождение | Фото | Комментарии, ссылки                                                                                  |
| -------- | --------------- | ---- | --- |
| Мокуа    | Ярен            |      | Содержит озеро Мокуа-Вел площадью 2000 м² (фактически — колодец, источник питьевой воды островитян). |

### Новая Зеландия
- Булмер
- Кракрофт[англ.] — пещерный комплекс тайно строился новозеландской армией с 1942 по 1944 гг. После был запечатан и «забыт» до 1987 г. Ныне там находится «полевая лаборатория» Университета Кентербери.
- Метро[англ.]
- Монкс[англ.] — одна из крупнейших археологических находок страны по количеству обнаруженных артефактов
- Неттлбед[англ.] — вторая по глубине пещера Южного полушария (до 2010 г. — первая): 889 м. Максимальная глубина погружения спелео-водолазов составила 229 м.
- Раухити[англ.]
- Руакури[англ.] — единственная пещера Южного полушария, доступная для инвалидов-колясочников
- Светлячков[англ.] — самая известная пещера окрестностей Уаитомо[англ.]. Названа в честь обитающих здесь в большом кол-ве Arachnocampa luminosa[англ.].
- Те-Анау[нем.]
- Харвудс-Хоул[англ.] — самый глубокий вертикальный провал страны: 183 м (далее ведёт в пещеру глубиной 357 м)

См. также Спелеотуризм в Новой Зеландии

### Новая Каледония
| Название   | Местонахождение    | Фото | Комментарии, ссылки                                   |
| ---------- | ------------------ | ---- | ----------------------------------------------------- |
| Пиндайские | о. Новая Каледония |      | Обнаружены скелеты миолании, Mekosuchus и Sylviornis. |

### Самоа
| Название  | Местонахождение     | Фото | Комментарии, ссылки |
| --------- | ------------------- | ---- | ------------------- |
| Фалемауга | Туамасага, о. Уполу |      |                     |

### Тувалу
| Название  | Местонахождение | Фото | Комментарии, ссылки                                                                                                  |
| --------- | --------------- | ---- | --- |
| Нануманга | о. Нануманга    |      | Подводная пещера. Благодаря ей выяснилось, что за последние 8000 лет уровень Тихого океана поднялся минимум на 50 м. |

## Карибы

### Аруба
| Название | Местонахождение  | Фото | Комментарии, ссылки     |
| -------- | ---------------- | ---- | ----------------------- |
| Кадирики | нац. парк Арикок |      | Комплекс из трёх пещер. |

### Багамы
| Название          | Местонахождение | Фото | Комментарии, ссылки                                                                                |
| ----------------- | --------------- | ---- | -------------------------------------------------------------------------------------------------- |
| Голубая дыра Дина | о. Лонг         |      | Вторая по глубине голубая дыра в мире: 202 м. С 2008 г. место проведения состязания Vertical Blue. |

### Барбадос
| Название  | Местонахождение | Фото | Комментарии, ссылки |
| --------- | --------------- | ---- | ------------------- |
| Харрисонс | Сент-Томас      |      |                     |

### Доминиканская Республика
| Название      | Местонахождение | Фото | Комментарии, ссылки   |
| ------------- | --------------- | ---- | --------------------- |
| Лос-Трес-Охос | Санто-Доминго   |      |                       |
| Помье         | Сан-Кристобаль  |      | Комплекс из 55 пещер. |

### Куба
| Название | Местонахождение | Фото | Комментарии, ссылки |
| -------- | --------------- | ---- | ------------------- |
| Бельямар | Матансас        |      |                     |

### Кюрасао
| Название | Местонахождение | Фото | Комментарии, ссылки |
| -------- | --------------- | ---- | ------------------- |
| Хато     |                 |      |                     |

### Пуэрто-Рико
| Название   | Местонахождение        | Фото | Комментарии, ссылки |
| ---------- | ---------------------- | ---- | --- |
| Вентана    | Аресибо                |      | В пещере прошла заметная часть съёмок фильма «Волшебники из Вэйверли Плэйс в кино» (2009) и мини-сериала «Остров сокровищ» (жилище Бена Ганна). |
| Реки Камуй | Камуй / Атильо / Ларес |      | Нац. парк, содержащий 220 пещер общей протяжённостью ок. 16,7 км (предполагается, что их здесь может быть до 800).                              |

### Ямайка
| Название    | Местонахождение | Фото | Комментарии, ссылки                                                          |
| ----------- | --------------- | ---- | ---------------------------------------------------------------------------- |
| Грин-Гротто | Сент-Энн        |      | В пещере проходили съёмки ключевой сцены фильма «Живи и дай умереть» (1973). |

## Марс
В 2007 году на склонах марсианской горы Арсии при помощи спутниковой съёмки было отмечено семь гипотетических входов в пещеру. Они получили неофициальные названия Дена, Хлоэ, Венди, Энни, Эбби, Никки и Джинн. Они напоминают «люки», образованные обрушением свода пещеры.
- Дена (6°05′02″ ю. ш. 120°56′20″ з. д. / 6,084° ю. ш. 120,939° з. д.G)
- Хлоэ (4°17′46″ ю. ш. 120°48′25″ з. д. / 4,296° ю. ш. 120,807° з. д.G)
- Венди (8°05′56″ ю. ш. 119°45′29″ з. д. / 8,099° ю. ш. 119,758° з. д.G)
- Энни (6°16′01″ ю. ш. 119°59′42″ з. д. / 6,267° ю. ш. 119,995° з. д.G)
- Эбби и Никки (8°29′53″ ю. ш. 119°39′04″ з. д. / 8,498° ю. ш. 119,651° з. д.G)
- Джинн (5°38′10″ ю. ш. 118°44′28″ з. д. / 5,636° ю. ш. 118,741° з. д.G)

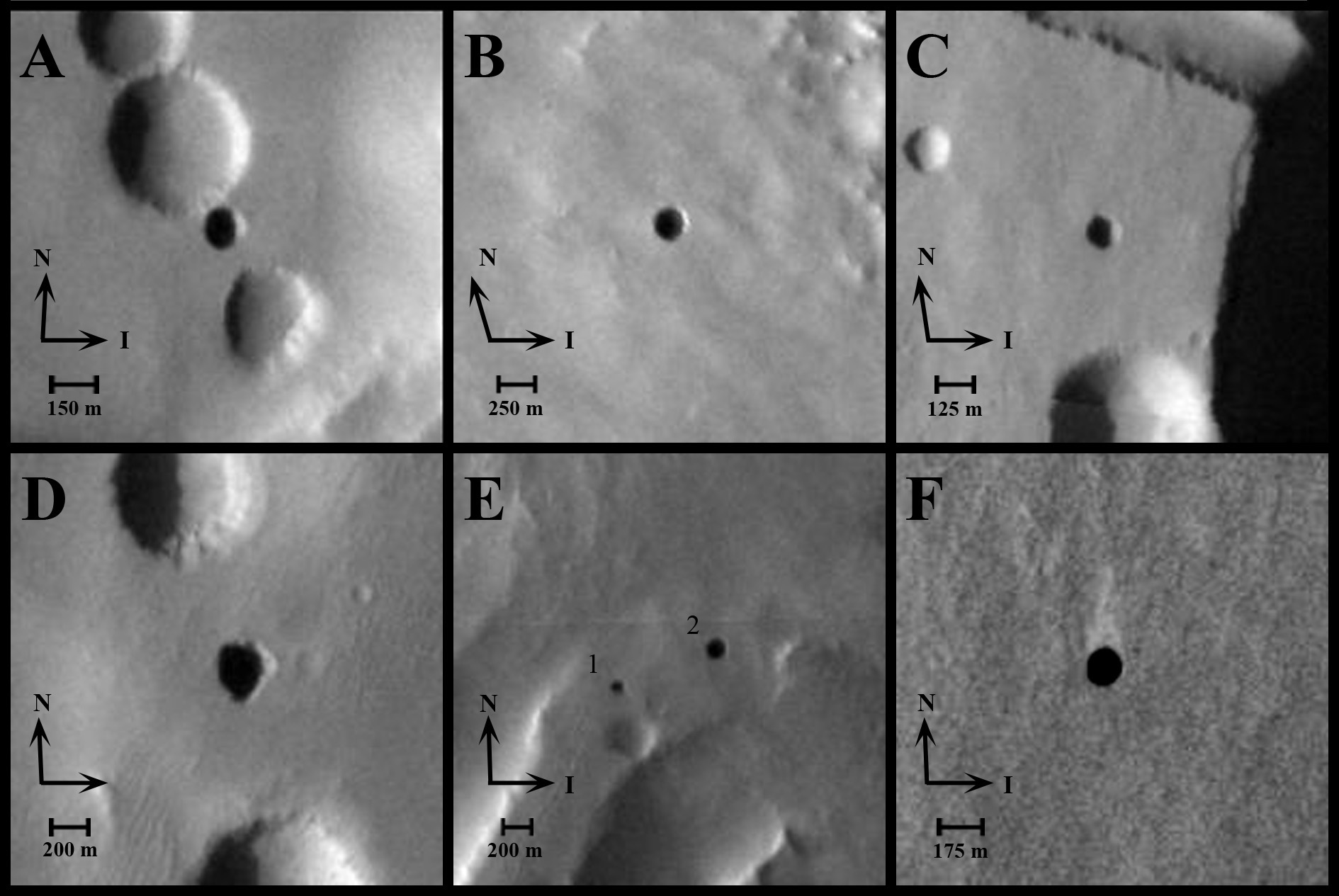
Фото входов в марсианские пещеры

Перепад дневных и ночных температур в этих округлых объектах составляет лишь треть от перепада, наблюдаемого на окружающей местности. Хотя это значение больше отличается, чем для крупных пещер на Земле, это лишь подтверждает наличие глубоких впадин. Тем не менее, из-за экстремальных высот данные объекты едва ли могут служить прибежищем для каких-либо форм марсианской жизни.
На более новой фотографии одного из объектов видно, как солнце освещает боковую стенку, что предполагает наличие лишь вертикальной ямы, а не входа в более обширное подземное помещение. Тем не менее, темнота объекта говорит о том, что его глубина должна быть не менее 78 метров.
По состоянию на начало 2020-х годов значительная часть исследователей склоняются к выводу, что пещер как таковых на Марсе, скорее всего нет, а ранее за них принимали очень глубокие кратеры, такие как, например, Анджелика и Седона.

## Вымышленные пещеры
| Название      | Местонахождение                                                    | Комментарии, ссылки    |
| ------------- | ------------------------------------------------------------------ | ---------------------- |
| Бэтпещера     | Под особняком Уэйн на окраине Готэм-Сити (Восточное побережье США) | Штаб-квартира Бэтмена. |
| Пещера Черепа | Глухие леса Бангаллы                                               | Убежище Фантома.       |